# West Turin
West Turin (en français : « Turin Ouest ») est une ville située dans le comté de Lewis, dans l'État de New York, aux États-Unis,. En 2010, elle comptait une population de 1 524 habitants.

## Démographie
Lors du recensement de 2010, la ville comptait une population de 1 524 habitants. Elle est estimée, en 2016, à 1 515 habitants.